# Pawieł Jermoszyn
Pawieł Konstantinowicz Jermoszyn (ros. Павел Константинович Ермошин, ur. 1907, zm. 1989) – radziecki dyplomata.

## Życiorys
Członek WKP(b), 1930 ukończył Kazański Instytut Pedagogiczny, od 1941 pracownik Ludowego Komisariatu Spraw Zagranicznych ZSRR, 1952-1954 radca Ambasady ZSRR w Szwecji, od 27 stycznia 1954 do 18 września 1958 ambasador nadzwyczajny i pełnomocny ZSRR na Islandii. Od września 1958 do 1959 radca Wydziału II Europejskiego Ministerstwa Spraw Zagranicznych ZSRR, 1959-1960 zastępca kierownika tego wydziału, a od 16 grudnia 1960 do 20 kwietnia 1968 ambasador nadzwyczajny i pełnomocny ZSRR na Cyprze.